# Oedipina savagei
Espèce
Statut de conservation UICN

 DD  : Données insuffisantes
Oedipina savagei est une espèce d'urodèles de la famille des Plethodontidae.

## Répartition
Cette espèce est endémique de l'Amérique centrale. Elle se rencontre entre 1 200 et 1 400 m d'altitude :
- dans le nord-ouest du Panama ;
- dans l'extrême Sud-Ouest du Costa Rica.

## Étymologie
Cette espèce est nommée en l'honneur de Jay Mathers Savage.

## Publication originale
- García-París & Wake, 2000 : Molecular phylogenetic analysis of relationships of the tropical salamander genera Oedipina and Nototriton, with descriptions of a new genus and three new species. Copeia, vol. 2000, no 1, p. 42-70 (texte intégral).